# Arctia aurantior
Arctia aurantior är en fjärilsart som beskrevs av Barend J. Lempke 1938. Arctia aurantior ingår i släktet Arctia och familjen björnspinnare. Inga underarter finns listade i Catalogue of Life.